# Karwica (Poméranie)
Pour les articles homonymes, voir Karwica.
Karwica est une localité polonaise de la gmina rurale de Cewice située dans le powiat de Lębork en voïvodie de Poméranie. Elle se trouve à environ 13 km au sud de Lębork et 59 km à l'ouest de la capitale régionale Gdańsk.

## Géographie

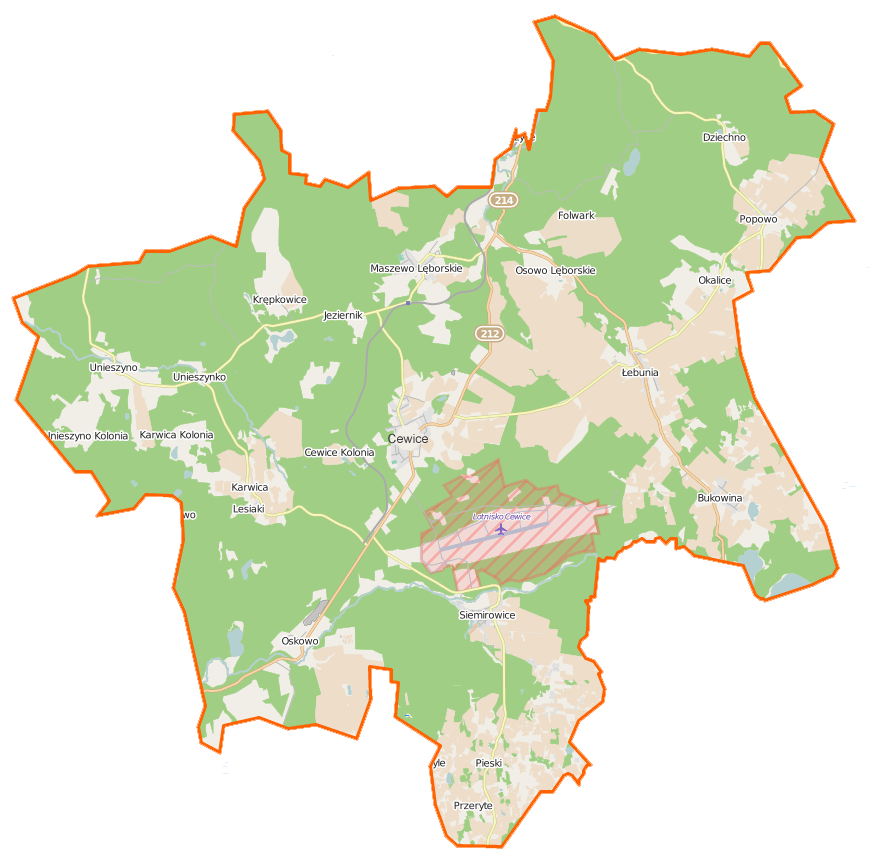
Carte de la gmina de Cewice.

## Histoire
De 1772 à 1945, Gerhardshöhe fait partie de l'arrondissement de Lauenbourg-Bütow puis à partir de 1846, de l'arrondissement de Lauenbourg-en-Poméranie dans le district de Köslin dans la province de Poméranie.